# Papež Julij II.
Papež Julij II. (rojen kot Giuliano della Rovere z vzdevkom Il Terribile - Strašni), italijanski rimskokatoliški duhovnik, škof, kardinal in papež, * 5. december 1443, Albissola, (Genovska republika danes Italija); † 21. februar 1513, Rim (Papeška država, danes Italija oziroma Vatikan). Papež je bil med letoma 1503 in 1513.

## Življenjepis

### Mladost
Giuliano della Rovere se je rodil v Albisoli  5. decembra 1443 v ne tako stari in obubožani plemiški družini; oče je bil Rafael (Raffaello della Rovere), mati Teodora di Giovanni Manirola pa je bila grškega porekla. Njima je 30. aprila 1477 posvetil veličasten spomenik v cerkvi SS. Apostoli v Rimu, ki ga je najbrž napravil kipar Andrea Bregno. Po brezskrbnem otroštvu v rojstnem kraju je vstopil k frančiškanom pod varstvom strica Francesco della Rovere, ki ga je poslal v Perugio na študij prava na univerzi, kjer je on sam bil predavatelj. Ko je stric postal papež Sikst IV. 9. avgusta 1471, se je začel Julil hitro vzpenjati na lestvici cerkvenih dostojanstvenikov. 

### Cerkvena kariera
- 16. oktobra 1471, pri 17 letih, je postal škof Carpentrasa,
- čez dva meseca, 15. decembra 1471, pa kardinal-duhovnik pri San Pietro in vincoli
- 31. januarja 1472 je postal škof Lausanne,
- 13. januarja 1473 škof Catanie,
- 23. maja 1474 nadškof Avignona,
- 11. julija 1476 škof Coutancesa,
- 3. decembra 1477 škof Viviersa,
- 3. julija 1478 škof Mende,
- 19. aprila 1479 škof Sabine,
- 31. januarja 1483 škof Ostie,
- 3. novembra 1438 škof Bologne,
- 20. septembra 1499 škof Savone in
- 24. januarja 1502 škof Vercellija.

## Papež

### Izvolitev in umestitev
Po Pijevi smrti konklave ni trajal niti en dan. Kardinali so se kmalu odločili za Julijana della Rovere, nečaka Siksta IV.. Konklave, na katerem so ga izvolili, je bil namreč najkrajši v zgodovini; trajal je samo deset ur, a potekal je ponoči od 31. oktobra na 1. november 1503. Kratkosti je pripomoglo tudi dejstvo, da je prejšnji papež - Pij III. – umrl po komaj 27-dnevnem papeževanu. Kakor so v tistih časih počasi potovali, kardinali s konklava, na katerem je bil izvoljen Pij III., torej še niso prispeli daleč od Rima v trenutku njegove smrti, pa so se lahko v kratkem času vrnili na njegov pogreb in nato hitro izvolili Julija II. za novega papeža. Aleksander VI. je slabo upravljal Papeško državo – in jo razdelil med svoje sorodnike – čemur si je upal oporekati le Julij, ki je padel pri Aleksandru v nemilost in se je zato umaknil v Francijo; druge dele Matrimoniuma Sancti Petri pa so si prigrabili pogoltni sosednji vojvode. Zato so kardinali hoteli človeka, ki bo vrnil papeštvu ugled ne le moralno, ampak tudi politično. Niso jim bile neznane Julijeva bojaželjnost, pogum in odločnost, ki jo je pokazal že kot kardinal, ko je nazaj osvajal Romanjo.
Na konklavu je bilo prisotno skupno 38 kardinalov, a baje so za Julija II. glasovali vsi razen dveh – njega samega in francoskega kardinala Georgesa d’Amboisea (ki je bil drugi glavni kandidat za papeža).
Papež Julij II. je pripadao rodbini della Rovere, eni od redkih, ki je skozi zgodovino dala dva papeža; razen Julija II. – ki se je imenoval Giulio della Rovere - še Siksta IV., ki se je imenoval Francesco della Rovere in je po njem dobila ime znamenita Sikstinska kapela. V italijanščini pomeni beseda „rovere“ vrsto hrasta, a družina della Rovere je v svojem grbu zares imela hrast.
Dne 1. novembra 1503 ga je torej v »odprtem« konklavu 38 navzočih kardinalov (kardinalski zbor je tedaj štel 45 članov) izvolilo enoglasno – ne brez podkupovanja – za papeža; ustoličen in kronan je bil 18. novembra z biseri okrašeno tiaro iz čistega zlata; 26. novembra pa je – prvič v različnem času – slovesno prevzel z veličastnim pohodom konjenice v posest Lateran. 
 

### Pisanski koncilček
Francoski kralj Ludvik je papeža, ki je dajal že takoj od začetka bolj vtis vojščaka kot dušnega pastirja - premagal, ko je hotel prevzeti otete dele Cerkvene države; da bi ga še bolj ponižal, je avgusta 1510 sklical v Tours francoske cerkvene velikodostojanstvenike in predstavnike univerz; povezal se je zopet s cesarjem v zvezo zoper papeža, ki se stalno vojskuje. Kralj Ludvik XII. je ponovno uveljavil pragmatično sankcijo iz leta 1438 in skušal doseči prek kardinalov sklicanje koncila v Pisi. Pridobil je pet škrlatnikov, ki so sklicali koncil v Pisi z javnim namenom, da bi med seboj pomirili krščanske vladarje, pripravili križarsko vojno zoper »nevernike«, pa tudi prenovili Cerkev v glavi in udih. Pri tem naj bi jim pomagal tajni namen, da bi Julija II. odstavili od papeževanja. Kakor hitro je to zvedel, se je od njih odvrnil cesar Maksimilijan. »Koncilski očetje« so kmalu morali zapustiti Pizo, se preseliti v Milano, od tod v Asti, in na koncu je zborovanje v Lyonu žalostno razpadlo. 

## Vojskovodja in mecen

### Vojskovodja
Poln duhovne in telesne moči je bil Julij II. eden najsilnejših renesančnih papežev, toda ne toliko kot duhovnik, ampak predvsem kot državnik. O njem je krožila anekdota, da je ključe svetega Petra vrgel v Tibero, a zadržal samo meč svetega Pavla. Za poglavitno nalogo svojega pontifikata si je zastavil krepitev cerkvene države. Julij II. je bil pa tudi odličen diplomat. Takoj po izvolitvi se je lotil obnovitve razdeljene in razgrabljene Papeške države; do tega je prišlo po malomarnosti njegovega prednika Aleksandra, ki je delil cerkveno zemljo svojim številnim španskim sorodnikom v trajno last. Ko je odločno nastopil Julij, je Romanja zopet priznala njegovo nadoblast. Deloma s spretnimi diplomatskimi potezami, deloma z uspešnimi vojaškimi pohodi je pod Patrimonium Sancti Petri zopet pridobil Perugio, Bologno, Parmo, Reggio in Modeno. Le z Benetkami, ki so si prisvojile lepe dele Cerkvene dežele, ni imel srečne roke. 

Zato je ustanovil 10. decembra 1508 kambrejsko zvezo, ki se ji je pridružil tudi svetorimsko-nemški cesar Maksimilijan . Najprej so Francozi porazili Benečane pri Agnadellu, nakar so Benečani porazili cesarsko vojsko in jo prisilili k umiku. Julij, ki je prej bil enostransko francoski zaveznik in jim je pomagal priti v Italijo, jih je imel sedaj v želodcu, ker niso hoteli oditi nazaj. Zato se je papež sedaj pomiril z Benetkami, ki so mu vrnile oteta ozemlja; skupno so se obrnil zoper Francoze in jih pregnali iz Italije. Nato so ga Francozi premagali pri Bologni pozimi 1510, da jim je moral mesto prepustiti in se je komaj rešil. 

### Pomiritelj spora med družinama Orsini - Colonna
Družina Orsini je bila znana po malodane trajnem hudem sporu z družino Colonna zaradi prevladujočega vpliva v Rimu, dokler nasprotij ni končala bula Julija II. iz leta 1511. Leta 1571 pa sta se vodja obeh družin poročila z nečakinjama Siksta V.. Nato so zgodovinarji zapisali, da "ni bilo sklenjenega med krščanskimi knezi nobenega miru, v katerega ne bi bili družini poimensko vključeni".

### Peti lateranski koncil
Da bi preprečil morebitni razkol, je Julij II. 1512 sklical V. lateranski koncil, ki je imel glavni namen onemogočiti delovanje Pisanskega koncilčka; pomenil pa je tudi neuspeli poskus prenove Cerkve pred nastopom reformacije. Najprej so na njem izobčili udeležence in podpihovalce pisanskega koncilčka, ki se je končno sam razšel. Nato so koncilski očetje predlagali novo ureditev cerkvenega prava, zahtevali ponovne pogovore o zedinjenju z vzhodno Cerkvijo; koncil je izdal nove uredbe o redovništvu, bogoslužju in rimski kuriji; škofom je naročal, najbolj skrbijo za svoje škofije in naj redno vizitirajo samostane, nastopil je proti kopičenju beneficijev in cerkvenih služb in spregovoril o pridigarski dejavnosti v Cerkvi. Cela vrsta zelo dobrih predlogov in odlokov pa je ostala zgolj na papirju in tako koncil dejansko ni imel večjega vpliva na življenje Cerkve. Julij pa kot renesančni ljubitelj umetnosti in lagodnega življenja ni bil človek, ki bi prenovo lahko izvedel; saj je menil, da Cerkvi ne grozi razen turške nobena druga nevarnost. Pa je: na severu je istega leta, ko se je koncil končal, Luter začel namesto reforme svojo reformacijo, ki pa Cerkve ni obnovila, ampak jo razbila; reformacijsko gibanje se je končno tudi samo razklalo na več med seboj popolnoma neodvisnih gibanj.  

### Ustanovitelj papeškeŠvicarske garde
V času renesanse je 1506 povabil papež Julij II. v Rim švicarske vojake, ki so bili znani po svojem pogumu, plemenitosti in zvestobi. Že mnogo stoletij prej je rimski zgodovinar Tacit o njih zapisal: »Švicarji (Helveti) so bojevito ljudstvo, ki slovi po pogumu svojih vojakov.« To je bil razlog, da so švicarski kantoni kot zavezniki zdaj ene zdaj druge strani igrali pomembno vlogo v evropski zgodovini. Tako so tudi kot zavezniki Julija II. 1512 pomagali oblikovati usodo Italije in papeža, pomagali izgnati Francoze ter dobili naslov defensores libertatis Ecclesiae (branilci cerkvene svobode). Švicarje so v najemniško vojsko silile skromne razmere; v tem času je bilo po švicarskih planinah okoli pol milijona prebivalcev, revščina pa je povzročala pogostno lakoto. Vojaški poklic je bil dobro plačan in iskan, pa so tako tudi iz Helvecije odhajali s trebuhom za kruhom. 

22. januar 1506 je uradni rojstni datum Papeške švicarske garde. Tega dne proti večeru je skupina stopetdesetih švicarskih vojakov pod poveljstvom Kasparja von Silenena iz kantona Uri vkorakala skozi Porta del Popolo v Vatikan, kjer jih je blagoslovil papež Julij II.

S švicarskimi kantoni je glede zaposlovanja njihovih plačancev sklenil sporazum že Sikst IV. 1497. Zgradil je zanje vojašnice v Vatikanu, kjer stoji na Via Pellegrino še danes cerkvica San Pellegrino. Inocenc VIII. je obnovil staro pogodbo in jih uporabil proti milanskemu vojvodu. Tudi Aleksander VI. jih je najemal v času zavezništva med družino Borgia in francoskim kraljem; v teh vojnah so sodelovali v prvih bojnih črtah zdaj na francoski, zdaj na papeški, pa tudi na svetorimsko-nemški strani. 

Ko so švircarski plačanci zvedeli, da francoski kralj Karel VIII. načrtuje velik pohod zoper Neapelj, se mu jih je na tisoče pridružilo in konec 1494 so bili v Rimu v francoski vojski, ki je februarja 1495 zasedla Neapelj. Med udeleženci te ekspedicije je bil tudi kardinal Giuliano della Rovere, bodoči papež Julij II., ki je zaradi nesporazumov s papežem Aleksandrom odšel iz Italije v Francijo v dolgoletno prostovoljno izgnanstvo. S Švicarji se je spoznal že dvajset let prej, saj je med drugim posedoval kot nadarbino škofijo Lausanne. 

### Mecen
Papeža Julija ne bi prikazali popolnoma, če ne bi omenili njegove vloge kot zavetnika umetnikov vsake vrste. Kakor hitro je zasedel papeški prestol, je v Rim povabil največje umetnike tistega časa: stavbenike, slikarje, kiparje in rezbarje. Rim je resnično postal umetniško središče. Končal je izgradnjo Vatikana. Med drugim je dal porušiti staro, že razpadajočo Konstantinovo baziliko sv. Petra, ki so jo prizadeli nekateri prejšnji neprilagojeni posamezni posegi. Naročil je stavbeniku Bramanteju, naj napravi načrte za novo. 18. aprila 1506 so položili temeljni kamen za novo baziliko. V Rim je povabil tudi dva druga slovita umetnika: Rafael je s freskami okrasil več prostorov v Vatikanu, zlasti znamenite stanze; Michelangelo pa je poslikal strop v sikstinski kapeli in napravil Julijev mavzolej, kjer je izklesal znameniti Mojzesov kip. 

Julij je bil tudi strasten zbiralec klasičnih umetnin. Na Belvederskem dvorišču – ki leži med Cerkvijo sv. Petra in Apostolsko palačo, so razstavili najdene antične kipe. V Titovih toplicah  so izkopali tudi znamenito Laokoontovo skupino, ki jo še danes lahko občudujemo v Vatikanskih muzejih. 

## Smrt in spomin

### Bolezen
V konklavu so se glasovi volivcev zelo hitro zedinili in je bil izvoljen kardinal Giuliano della Rovere, ki si je nadel ime Julij II. Njegovo ravnanje je bilo med kardinalstvom take vrste – kot pri večini tedanjih renesančnih prelatov – da bi bilo mogoče njegovo vedenje resno grajati; vendar je vodil kot papež – v nasprotju s svojim predhodnikom Aleksandrom VI. – nravno neoporečno življenje. 

Julijan je bil torej pravi renesančni človek ne samo v tem, da je nadvse ljubil umetnost, ampak tudi antiko in njeno svobodoljubnost. V mladosti baje ni ostal nedotakljiv za ženske čare. Pripisujejo mu zvezo z Lukrecijo, ki mu je rodila hčerko Felice, ki jo je pošteno priznal za svojo. Pripisujejo mu poleg tega še dve nezakonske hčerki iz kake druge zveze; tam si je najbrž nakopal hudo bolezen, ki ga je potem občasno mučila skozi celo življenje. 

Tako poročajo, da ga je bolezen hudo napadla, ko se je umaknil pred nenaklonjenim mu Aleksandrom v Francijo; pozneje je v znamenje pomiritve slovesno sprejel v Avignonu 28. oktobra 1498 Cezarja Borgia, ki se je bil odpovedal kardinalstvu, samo da je lahko prejel od kralja Ludvika v posest vojvodino Valentinois, po čemer je dobil italijanski vzdevek Valentino. Pozimi pa je kardinal dobil hud napad sifilisa in se je v Avinjonu moral zadržati zaradi okrevanja vse do sredine julija naslednjega leta. 

Kot papež Julij pa se je sčasoma obrnil proti svojim bivšim zaveznikom, ko je uvidel francoske osvajalske težnje; uspelo mu je, da je Francoze s pomočjo novih zaveznikov izganjal iz Italije z geslom fuori, barbari!  V nedeljo, 22. septembra 1510, ga je po opravljenih večernicah, »kar se da slovesno s tiaro na glavi in papeškim plaščem« sprejela tudi Bologna, ko je vanjo vstopil s papeškimi krdeli. Naslednje tedne je hudo zbolel, da so se začeli bati za njegovo življenje; 17. oktobra je zvedel, da frankofilski kardinali pripravljajo razkolniški koncil v Milanu. Kljub bolezni pa je njegov duh ostal močan in je nadaljeval borbo. Drugi pizanski »koncilček« ga je 21. aprila 1512 v Milanu odstavil od duhovne in svetne oblasti, zato je papež 3. maja otvoril Peti lateranski koncil, ki se ga je udeležilo 17 kardinalov, čez 70 škofov in okrog trideset drugih prelatov. Za glavno nalogo si je zadal razveljavljenje odlokov »koncilčka«.

Leta 1512 je papežu uspelo, da je s pomočjo zaveznikov, zlasti Švicarjev, pognal Francoze prek Alp, vendar je to bilo na račun zasedbe Italije s strani drugih tujih sil, zlasti Španije. Čeprav je papež utrdil oblast v deželah v neposredni bližini Rima, je bil zdaj pravzaprav prav tako daleč od sanj o neodvisnem italijanskem kraljestvu kot ob nastopu svoje službe. Uspešno je začel koncil, vendar mu je huda bolezen onemogočila njegovo nadaljevanje. 

### Smrt
Papeževe telesne sile so vedno bolj pešale; zato je želel čim bolje urediti svoje cerkvene, družinske in osebne zadeve. 20. februarja 1513 je zaslutil, da se mu bliža zadnja ura; zaprosil je za spoved in prejel sveto popotnico. Zazdelo se je, da so se mu v tem zadnjem trenutku povrnile sile in da je prav presodil, kaj je pomembnejše. Prosil je kardinale, naj molijo zanj, »ker je mnogo grešil in ker ni vodil Cerkve z dolžno gorečnostjo«. Spodbujal jih je, naj napravijo bistro, transparentno in zakonito papeško volitev, morda namigujoč na tisto, kar se je dogajalo pri njegovih volitvah, ki niso minile brez podkupovanja. Umrl je mirno v Rimu, v apostolski palači pri sv. Petru za vročino v noči 21. februarja 1513 ob enih zjutraj »kot pastir svete Cerkve«. Njegovo smrt je spremljal hud vihar, ki so ga takratni letopisci razlagali kot nebeško znamenje njegove vihrave narave.

### Grobnica za papeža
Julijeva največja odlika je bila, da se je obdal z največjimi takratnimi umetniki. Njegov vojaško-kolerični značaj se je pokazal tudi v odnosu do njih. Tako pripoveduje neka takrat nastala anekdota, kako je Michelangelo (1474-1564) zanj delal veličastno grobnico, kjer ga je predstavil kot Mojzesa, ki rešuje ne le Papeško državo, ampak celo Italijo pred tujimi vsiljivci. 

Poleti 1508 je Julij poklica Rafaela (1483-1529) v Rim; skoraj ob istim času je naročil Michelangelu več umetniških del v Rimu in Vatikanu. Ker ga je priganjal s slikanjem Sikstinske kapele, ni mogel umetnik dokončati njegove grobnice pri San Pietro in vincoli, kjer pa nikoli ni bil pokopan – ampak v novi baziliki svetega Petra. Med drugim je papeža upodobil v liku Mojzesa. 

Ko je umetnik še klesal kip, ga je obiskal Julij, ki se je zanimal za vsako podrobnost; opazovaje marmornato umetnino je naenkrat vprašal: „Kaj pa ima pod roko?” „Sveto pismo, vaša svetost,” je odgovoril Michelangelo. „Koliko se jaz spoznam na sveto pismo?” se je razhudil papež; „jaz sem vojščak; daj mu v roke raje meč!” 

Grobnico papeža Julija je Michelangelo poimenoval žaloigra mojega življenja. To delo je bolj od vseh drugih razžalostilo umetnika, ki je začel z veličastnim načrtom, od katerega je lahko uresničil le majcen delček. Zgodba se je vlekla skozi štirideset let s trenji s papežem, razočaranji in stalnimi manjšanji izvirnega načrta. 1505 je papež zaupal zgraditev svoje grobnice Michelangelu; le-ta je mislil mavzolej postaviti v Baziliko sv. Petra, pod Bramantejevo kupolo. Po umetnikovem načrtu bi morala biti Julijeva grobnica velikanski stavbeniški ločeni sestav in kompleks, viden z vseh strani: tako mogočen, da bi proslavil ne le papeža, ampak tudi Cerkev, ki jo je predstavljal. Umetnik, opogumljen s prvotnim Julijevim navdušenjem, se je osebno podal v Carraro, da bi izbral primeren marmor za obdelavo kipov ter je tam ostal osem mescev, od maja do decembra. Ko se je vrnil, je zvedel, da papeža pestijo denarni problemi in da je začel nasprotovati podjetju – niti na avdienco za pogovor ga ni hotel sprejeti. Razočaran je umetnik odšel iz Rima in ga pet papeževih slov ni moglo pregovoriti, ampak je nadaljeval pot v Florenco. Pozneje sta se s papežem pobotala, vendar ga je zdaj zaposlil s poslikavo Sikstinske kapele; tako je lahko nadaljeval grobnico šele po papeževi smrti – veliko manjšo od načrtovane, pa ne v Baziliki sv. Petra, ampak prav tako v Petrovi Baziliki sv. Petra v vezeh – San Pietro in Vincoli. 

### Kje je papežev grob?
Romarji pogosto delajo napako, ko menijo, da je grobnica pri San Pietro v Vincoli tudi zadnje počivališče papeža Julija. Ker je Michelangelo bil zaposlen s poslikavo Sikstinske kapele in je zaradi denarnih težav papež vedno bolj poenostavljal prvotni veličastni načrt, njegova grobnica ni bila končana do njegove smrti, ampak šele 1545 in predstavlja zelo skrajšano različico načrtovanega izvirnika, ki je bil prvotno namenjen za novo Baziliko svetega apostola Petra, kjer naj bi na najodličnejšem nestu, pod kupolo, tvoril posebno »stavbo«. Papeža Julija so pokopali – prav po njegovi želji – v Baziliki sv. Petra, v kapeli papeža Siksta IV., poleg njegovega strica in dobrotnika Siksta IV., kjer sta že bila pokopana dva njegova nečaka, ki ju je on povzdignil v kardinalsko čast. Njegovi posmrtni ostanki, skupaj s tistimi njegovega strica, Siksta IV., so bili leta 1527 oskrunjeni. Danes torej njegovi ostanki ležijo pri sv. Petru v tleh, pred spomenikom Klemena X., kjer označuje mesto počitka le preprost marmornat nagrobnik. 

## Ocena

### Posmrtni odzivi
Odzivi na njegovo smrt razodevajo obojno sodbo sodobnikov, občudujočih njegovo »nasilno in posrečeno politike« ter njegovo neukrotljivo energijo, ali pa pohujšujočih se nad načinom, kako jo je udejanjal. Neki neznani pesnik je napisal in tiskal takrat tele verze:
| Componimento anonimo (italijanski izvirnik, del)                                                          |
| --- |
| Morto è quel che da Franza ha Italia liberata; morto è quel che ha voltato tutto il mondo al suo piacere. |

| Neimenovani sestavek (slovenski prevod, del)                                                              |
| --- |
| Umrl je tisti, ki je od Francije Italijo osvobodil; umrl je tisti, ki je obračal cel svet po svoji želji. |

Neki drugi neznanec pa je skoval za epigram tele zlobne vrstice:
| Epigraf (italijanski izvirnik, del) |
| --- |
| Qui dentro chiuse son l'ossa e le polpe del gran prete crudel Julio secondo; l'alma dannata per le sue proprie colpe già dell'Inferno è chiusa nel profondo. |

| Nagrobni napis (slovenski prevod, del) |
| --- |
| Tu notri so zaprte kosti in meso velikega duhovnika, krutega Julija Drugega; duša obsojena za svoje lastne krivde je že zaprta globoko v peklu. |

Negativna podoba »papeža pod orožjem« bo našla široko uporabo v besedilih in slikah v reformacijski propagandi in bo dosegla svoj vrhunec v erazmovskem anonimnem dialogu Julius de coelis exclusus , ki se je po Evropi hitro razširil po 1517, nastal pa je okoli 1513 v Cambridgu. Drugi pa so nasprotno smatrali, da je bil Julij »dober človek, ki ga je tako zanimalo dobro Italije, da je imel razloga za mnenje, da jo bo ohranil, ne pa povzročil novih prekucij.«  

### Krivične obtožbe
Humanist in umetnik Inghirami  je na Julijevem pogrebu dejal:
»Mesto Rim je sprejel v revščini, v razvalinah; napravil pa ga je večje, veličastnejše, bolj vredno rimskega imena. Če bi postavili eno poleg druge vse stavbe, ki jih je zgradil v štiridesetih letih, bi imeli pred seboj celoten Rim.«
- Julija II. potomci presojajo različno. Večinoma mu štejejo za napako, da je bil bolj diplomat in vojskovodja na Sedežu sv. Petra kot vrhovni pastir; bolj bi mu pristajal vzdolž ledij meč kot štola. Ta sodba je vsaj pretirana. Toliko je gotovo, da so ga takega, kot je bil, napravile takratna doba in pa zahteve takratnih razmer. Kar so predniki po večini zapravili od Papeške države, je bilo treba pridobiti nazaj, da bi papeštvo uživalo primeren ugled; to je pa res bilo mogoče doseči le z diplomacijo, zvezami in vojskovanjem.
- Sredi vojn je vedno iskal mir, da bi potem povezal zoper Turke krščanske vladarje, zlasti Benečane in ogrskega kralja Vladislava [27] V ta namen je poslal castellskega škofa Achillesa De Grassis-a k cesarju Maksimilijanu, h kralju Vladislavu in v Benetke; s svoje strani je po svojih možnostih obljubil vso pomoč. Pod vplivom njegovih prizadevanj so Turki podaljšali premirje do 1. avgusta 1511.

Vsekakor pa ni pravična obtožba, s katero ga bremenijo mnogi pretekli in sedanji cerkveni zgodovinarji, češ da sredi vojaškega hruma ni obračal pozornosti na duhovne zadeve, kajti:
1. Rimsko kurijo je spravil v red, in redno je opravljal vse cerkvene zadeve. V kardinalski zbor je izvolil odlične može; res sicer, da so štirje med njimi bili njegovi sorodniki, toda niti eden od njih se ni pokazal nevrednega prejete časti.
2. Podpiral je meniške redove in pobožne družbe in jim določil več zveličavnih pravil.
3. V buli z dne 14. januarja 1505 je strogo prepovedal simonijo pri papeških volitvah.
4. Z odokom z dne 24. februarja 1509 je ostro nastopil zoper razpaseno dvobojevanje in druge barbarske navade.
5. Največji dokaz njegove dušnopastirske vneme in modrosti pa je koncil, ki ga je sklical.
6. Vrhunski umetniški dosežki dokazujejo, da je bil Julij II. v najplemenitejšem pomenu besede renesančni papež. [28]

- Njegove mladostne zablode so morda vsaj deloma podtikanje njegovih sovražnikov, ki mu jih ni manjkalo; saj ga zgodovinarji – v nasprotju z njegovim predhodnikom Aleksandrom VI. – opisujejo glede nravnosti kot neoporečnega: "Julijeva izvolitev sicer ni potekala brez podkupovanja - simonije – vendar je bilo njegovo zasebno življenje neoporečno."[29]

### Papeževe napake in odlike
Julij je napravil načelno napako – pravi Leonardo – , ko je verjel, da lahko obnovi verski vpliv papeštva, če ga bo vojaško učvrstil. Na zadevo je gledal – že veliko pred garibaldijevci – z izrazito laškega *tj. --italijanskega) zornega kota: prevlada Papeške države v Italiji in prevlada Italije v Evropi: to je bil njegov nedoseženi vzor. 
Zato pripovedujejo, da je vrgel ključe svetega Petra v reko Tibero ter si ohranil le meč sv. Pavla. 

Podobno pripovedujejo, da ga je Michelangelo, ko je zasnoval kip njemu v čast v Bologni – in je najprej narisal pontifikovo desnico, ko blagoslavlja, vprašal: »Kaj pa bo delala levica? Bo držala knjigo?« In Julij mu je odgovoril: »Meni knjigo? Me imaš za šolarja? Hočem meč!«
Ni pa napravil nikakršne napake, ko je v njem dozorela srečna zamisel, da bi proslavil vero z veličastvom umetnosti. Imel je navado govoriti
| Papa Giulio II dice | Papež Julij II. pravi |
| --- | --- |
| »Noi reputiamo essere nostro dovere di promuovere il culto divino non solo con statuti, ma maltesi col buono esempio. Il saggio Salomone, sebbene non illuminato dalla luce del cristianesimo, non risparmiò alcun sacrificio onde edificare al Signore Iddio una casa degna di Lui.« | "Menimo, da je naša dolžnost, da spodbujamo Božje češčenje ne le z zakoni, temveč prav tako z dobrim zgledom. Modri Salomon, čeprav ni bil razsvetljen z lučjo krščanstva, ni varčeval z nobeno žrtvijo, da bi zgradil Gospodu Bogu hišo njega dostojno. |

Očitno Julij ni hotel Salomona le posnemati, ampak prekositi. Omenimo le najveličastnejše delo, ki ga je začel in hotel Julij: nova bazilika sv. Petra; on je položil prvi kamen 18. aprila 1506: veličastna snovna stavba, ki naj bi dala otipljivo podobo velikosti Cerkve, ki jo je Kristus zaupal v vodenje Petru. 
Druga posrečena izbira so bili umetniki, ki jih je Julij poklical v Rim; najbolj pronicljivi stavbeniki, slikarji, kiparji vseh časov. Bramante je zamislil stavbeništvo sv. Petra; Raffaello in potem Michelangelo sta poslikala stanze in Sikstinsko kapelo; poslednji tudi njegovo grobnico, ki je žal ni dokočal pravočasno. 
 
Uspel pa je napraviti kip Mojzesa, o katerem pravi Pastor :
»V resnici je v Mojzesu Michelangelo utelesil tega papeža-kralja, ki je ponižal ošabne Benetke, obnovil Cerkveno državo in vrgel iz Italije bojevite Francoze. Vsa strašna sila in kot nadčloveška moč papeža Della Rovere, obenem pa ponos, drznost in neupogljiv značaj več kot naravno izredno silovitega in strastnega umetnika govorijo iz tega orjaškega in titanskega lika.« 

Gregorovius pa pravi o Juliju II.: :»Na sedežu sv. Petra je sedel eden najbolj posvetnih in protiduhovniških med papeži prav zato, ker je bil eden najpomembnejših vladarjev svojega časa.

Bellamino pripominja: 
»Kakor hitro so papeži postali časni vladarji, so imeli dolžnost braniti svoje države. Toliko manj imajo zato pravico Italijani ozloglašati spomin bojevitega pontifika, ker je v svoji politiki in v svojh vojaških zamislih dal redek zgled, kako zasledovati odločno narodnjaško smer; s tem je tekel pred časi morda bolje od zgodovinarjev in politikov svojega obdobja.

Burckhardt  pa pravi: »Časi so bili taki, da je moral biti ali nakovalo ali kladivo; in Julij II., da bi ohranil svojo državo in obnovil moč Cerkve, je bil kladivo.

Končajmo z že omenjenim Pastorjem:
»V inozemstvu, kjer italijanskih zadev niso poznali od blizu, je povzročilo veliko pohujšanja vojaško nastopanje papeža; v Italiji pa so Julijevo politično delovanje skoraj na splošno vrednotili kot nenadomestljivo in koristno za Cerkev in domovino. Tako stoji Julij II. pred nami kot eden izmed najmogočnejših papežev po Inocencu III.. Nepristranska sodba pa ne more spregledati, da je Julij preveč sledil le politične težnje in da jih je izvajal s strastnostjo in neučakanostjo, neprimerno za enega papeža. Kot bistra in nadpovprečna osebnost je udejanjal svojo nalogo na buren in nasilen način, z resnično herkulovsko močjo. Morda pa je bila potrebna ravno taka osebnost, da je postala rešitelj papeštva v obdobju nasilja, kakršno je vladalo na začetku 16. stoletja.  

### Ocena njega, predhodnika in naslednika
Na veliko veselje rimskega ljudstva je bil 9. marca 1513 izvoljen za papeža Leva X. Giovanni Lorenzo de' Medici . Ob sklicevanju na prejšnji vladavini Aleksandra VI. in Julija II., ki ju je zasenčilo vladanje Leva X., bančnik Chigi drzno ugotavlja: »Čas Venere je minil, odšel je tudi čas Marsa, in zdaj je prišel čas Minerve.« Leon X. se je izkazal manj uspešnega v politiki; vsekakor se ga bolj spominjajo kot podpornika umetnosti in književnosti, glasbe in študija. On je bil najbolj učen človek, kar jih je nosilo papeško tiaro do njegovega časa in še dolgo za tem. .

## Slikovna zbirka
- Baldasarre Peruzzi – crtež Bramantejevega načrta Bazilike sv. Petra v Vatikanu
- Bramantejev načrt za Baziliko sv. Petra
- Heemskerk: crtež Bazilike sv. Petra v gradnji
- Heemskerk 1533: Starega sv. Petra rušijo, novega gradijo.
- Tiskovina iz 18. stoletja: Konstantin in Julij z načrtoma
- Marten Van Heemskert Vatikan 1533, risba
- H.W. Brewer (1891): Crtež Stare bazilike sv. Petra, kot je izgledala med 1475 in 1483
- Načrti za novo Baziliko sv. Petra v 15. in 16. stoletju [39]
- Michelangelov načrt za Sv. Petra
Dupéracov bakrorez 1546
- Dupérac: prerez Sv. Petra v Vatikanu po Michelangelovem načrtu
- Pročelje s Ferraboscovima zvonikoma, kot ga je upodobil Viviano Codazzi
- Pročelje Bazilike sv. Petra ponoči
- Bazilika sv. Petra gledana z mosta Ponte Umberto I na Tiberi; njena podoba obvladuje pogled na Rim
- Petrova bazilika ponoči iz Via della Conciliazione v Rimu.
- Meglenični žarki se vidijo v baziliki sv. Petra ob nekaterih dnevnih urah.
- Raffaello Santi Razprava o Najsvetejšem zakramentu
Stanza della segnatura Vatikan, naslikano okrog leta 1510
- Julij II. kot Gregor Veliki v Rafaelovi Disputa del Sacramento (Razprava o Najsvetejšem zakramentu)
- Papež Julij II.  kot Gregor Veliki (detajl)
- Julij II.  s kapo. 
Walker Art Gallery; Supplied by The Public Catalogue Foundation
- Caradosso: Svetinja Julija II. z Bramantejevim načrtom za novo Baziliko sv. Petra (1506)
- Rafaelove sobane v Vatikanu
- Rafaelova Atenska šola [40]
- Notranjost Sikstinske kapele s Poslednjo sodbo v ozadju
- Notranjost Sikstinske kapele, druga stran
- Michelangelo: obok Sikstinske kapele
- Pogled na Sikstinsko kapelo s kupole sv. Petra[41]
- Perugino: Kristus  izroča ključe nebeškega kraljestva apostolu Petru
- Michelangelo: Ustvarjanje Adama
- Prerok Jona nad Kristusom  in Devico Marijo
- Rafaelov Pogovor sv. Pavla z Atenci